# Staroprawosławna Cerkiew Staroobrzędowców
Staroprawosławna Cerkiew Staroobrzędowców – staroobrzędowa Cerkiew bezpopowców pomorzan, działająca w Polsce. Wspólnota od 2013 jest wpisana do rejestru Kościołów i innych związków wyznaniowych Ministerstwa Administracji i Cyfryzacji w dziale A pod numerem 177.

## Historia
Staroprawosławna Cerkiew Staroobrzędowa w Polsce utożsamia się z tradycją staroobrzędowców – prawosławnych, którzy w XVII wieku sprzeciwili się reformie liturgicznej patriarchy moskiewskiego Nikona i z tego powodu byli w kolejnych stuleciach poddawani prześladowaniom przez rosyjskie władze państwowe oraz hierarchię Rosyjskiego Kościoła Prawosławnego. Uciekając przed prześladowaniami, starowiercy docierali także na ziemie I Rzeczypospolitej, w której osiedlali się od pierwszej połowy XVIII wieku.
Staroprawosławna Cerkiew Staroobrzędowców wyodrębniła się ze Wschodniego Kościoła Staroobrzędowego. Była to konsekwencja sporu, jaki miał miejsce w parafii Zaśnięcia Bogurodzicy w Gabowych Grądach, a dotyczącego osoby nastawnika Mariusza Jefimowa.
Staroprawosławna Cerkiew Staroobrzędowców praktykuje swoją wiarę i odprawia nabożeństwa w nowo zbudowanej Cerkwi w Gabowych Grądach.

## Struktura
Staroprawosławna Cerkiew Staroobrzędowców ma swoją siedzibę w Gabowych Grądach. Organami Staroprawosławnej Cerkwi Staroobrzędowców są:
1. Rada Ogólnego Zebrania Cerkwi Staroobrzędowców;
2. Nastawnik – Mariusz Jefimow[4].

## Statystyki

### Dane według statystycznych ankiet wyznaniowych
| Rok  | Liczba wiernych | Liczba parafii | Liczba molenn | Liczba nastawników |
| ---- | --------------- | -------------- | ------------- | ------------------ |
| 2013 | 610             | 1              | 1             | 1                  |
| 2014 | 607             | 1              |               | 1                  |
| 2015 | 617             | 1              | 1             | 1                  |
| 2016 | 620             | 1              | 1             | 1                  |
| 2017 | 624             | 1              | 1             | 1                  |
| 2018 | 630             | 1              | 1             | 1                  |
| 2019 | 632             | 1              | 1             | 1                  |
| 2020 | 600             | 1              | 1             | 1                  |
| 2021 | 550             | 1              | 1             | 1                  |
| 2022 | 500             | 1              |               | 1                  |
| 2023 | 502             | 1              |               | 1                  |
| 2024 | 460             | 1              |               | 1                  |

### Dane według wyników spisów powszechnych
| Spis powszechny               | Liczba deklaracji |
| ----------------------------- | ----------------- |
| Narodowy Spis Powszechny 2021 | 235               |